# Trofeo Ramón de Carranza
Il Trofeo Ramón de Carranza è una competizione di calcio estiva a carattere amichevole che si disputa nella città di Cadice nel mese di agosto dal 1955, anno della sua fondazione. In Spagna è popolarmente conosciuto come el trofeo de los trofeos, ed è noto a livello internazionale per essere stata una delle prime competizioni calcistiche ad introdurre i calci di rigore al termine dei tempi supplementari al fine di risolvere situazioni di parità.

## Storia
Nel 1955, al termine della costruzione dello stadio Ramón de Carranza (che dal 2021 ha mutato la propria denominazione in Nuevo Mirandilla), intitolato al sindaco della città gaditana morto nel 1937, il Cadice versava in una situazione economica difficile. Per risollevare le sorti del club e a scopo di raccogliere i fondi necessari al pagamento delle opere, l'allora presidente Juan Ramón Cilleruelo approfittò dell'inaugurazione dell'impianto sportivo per ideare un torneo, con l'avallo delle istituzioni cittadine, a cui avrebbero preso parte sia club spagnoli che esteri. 
L'introduzione dei cinque calci di rigore al termine dei tempi supplementari è avvenuta per la prima volta nella VIII edizione per risolvere la finale tra il Barcellona ed il Real Saragozza, e ciò rese popolare tale meccanismo, già impiegato negli stessi anni in Jugoslavia.
Nella LXV edizione il trofeo è stato conteso, per la prima volta, da formazioni femminili; l'anno successivo, a causa della pandemia di COVID-19, la manifestazione è stata rimandata all'agosto 2021, quando ne sono state disputate due edizioni, riservate a club sia maschili che femminili.

## Albo d'oro
| Edizione | Anno | Primo posto         | Secondo posto       | Terzo posto            | Quarto posto          |  |  |
| I        | 1955 | Siviglia            | Atlético CP         | -                      | -                     |  |  |
| II       | 1956 | Siviglia            | Atlético Madrid     | -                      | -                     |  |  |
| III      | 1957 | Siviglia            | Athletic Bilbao     | RC France / Belenenses | -                     |  |  |
| IV       | 1958 | Real Madrid         | Siviglia            | Austria Vienna         | Roma                  |  |  |
| V        | 1959 | Real Madrid         | Barcellona          | Milan                  | Standard Liegi        |  |  |
| VI       | 1960 | Real Madrid         | Athletic Bilbao     | Stade Reims            | Eintracht Francoforte |  |  |
| VII      | 1961 | Barcellona          | Peñarol             | River Plate            | Atlético Madrid       |  |  |
| VIII     | 1962 | Barcellona          | Real Saragozza      | Inter                  | San Lorenzo           |  |  |
| IX       | 1963 | Benfica             | Fiorentina          | Barcellona             | Valencia              |  |  |
| X        | 1964 | Betis               | Benfica             | Real Madrid            | Boca Juniors          |  |  |
| XI       | 1965 | Real Saragozza      | Benfica             | Flamengo               | Betis                 |  |  |
| XII      | 1966 | Real Madrid         | Torino              | Real Saragozza         | Corinthians           |  |  |
| XIII     | 1967 | Valencia            | Real Madrid         | Peñarol                | Vasco da Gama         |  |  |
| XIV      | 1968 | Atlético Madrid     | Barcellona          | Real Madrid            | Valencia              |  |  |
| XV       | 1969 | Palmeiras           | Real Madrid         | Estudiantes (LP)       | Atlético Madrid       |  |  |
| XVI      | 1970 | Real Madrid         | Independiente       | Milan                  | Athletic Bilbao       |  |  |
| XVII     | 1971 | Benfica             | Peñarol             | Valencia               | Atlético Madrid       |  |  |
| XVIII    | 1972 | Athletic Bilbao     | Benfica             | Botafogo               | Bayern Monaco         |  |  |
| XIX      | 1973 | Espanyol            | Athletic Bilbao     | Ajax                   | Juventus              |  |  |
| XX       | 1974 | Palmeiras           | Espanyol            | Barcellona             | Santos                |  |  |
| XXI      | 1975 | Palmeiras           | Real Madrid         | Dinamo Mosca           | Real Saragozza        |  |  |
| XXII     | 1976 | Atlético Madrid     | Athletic Bilbao     | Palmeiras              | Nacional              |  |  |
| XXIII    | 1977 | Atlético Madrid     | Inter               | Vasco da Gama          | Cadice                |  |  |
| XXIV     | 1978 | Atlético Madrid     | River Plate         | Valencia               | Bologna               |  |  |
| XXV      | 1979 | Flamengo            | Újpest              | Barcellona             | Cadice                |  |  |
| XXVI     | 1980 | Flamengo            | Betis               | Dinamo Tbilisi         | Cadice                |  |  |
| XXVII    | 1981 | Cadice              | Siviglia            | CSKA Sofia             | Palmeiras             |  |  |
| XXVIII   | 1982 | Real Madrid         | Real Sociedad       | Betis                  | Cadice                |  |  |
| XXIX     | 1983 | Cadice              | Betis               | Peñarol                | Levski Sofia          |  |  |
| XXX      | 1984 | Sporting Gijón      | Athletic Bilbao     | Cadice                 | Barcellona            |  |  |
| XXXI     | 1985 | Cadice              | Grêmio              | Siviglia               | Sarajevo              |  |  |
| XXXII    | 1986 | Cadice              | Betis               | Botafogo               | Sporting Lisbona      |  |  |
| XXXIII   | 1987 | Vasco da Gama       | Cadice              | Nacional               | Siviglia              |  |  |
| XXXIV    | 1988 | Vasco da Gama       | Atlético Madrid     | Cadice                 | Peñarol               |  |  |
| XXXV     | 1989 | Vasco da Gama       | Nacional            | Atlético Madrid        | Cadice                |  |  |
| XXXVI    | 1990 | Atlético Mineiro    | Santos              | Cadice                 | Atlético Madrid       |  |  |
| XXXVII   | 1991 | Atlético Madrid     | Cadice              | Atlético Mineiro       | Siviglia              |  |  |
| XXXVIII  | 1992 | San Paolo           | Real Madrid         | PSV                    | Cadice                |  |  |
| XXXIX    | 1993 | Cadice              | Palmeiras           | Atlético Madrid        | San Paolo             |  |  |
| XL       | 1994 | Cadice              | Siviglia            | Real Madrid            | Napoli                |  |  |
| XLI      | 1995 | Atlético Madrid     | Betis               | Cadice                 | Real Saragozza        |  |  |
| XLII     | 1996 | Corinthians         | Betis               | Atlético Celaya        | Cadice                |  |  |
| XLIII    | 1997 | Atlético Madrid     | Tenerife            | Corinthians            | Cadice                |  |  |
| XLIV     | 1998 | Deportivo La Coruña | Cadice              | Sampdoria              | Betis                 |  |  |
| XLV      | 1999 | Betis               | Lazio               | Cadice                 | Vasco da Gama         |  |  |
| XLVI     | 2000 | Betis               | Cadice              | -                      | -                     |  |  |
| XLVII    | 2001 | Betis               | Malaga              | Celta Vigo             | Cadice                |  |  |
| XLVIII   | 2002 | Maiorca             | Valencia            | Betis                  | Cadice                |  |  |
| XLIX     | 2003 | Atlético Madrid     | Malaga              | Betis                  | Cadice                |  |  |
| L        | 2004 | Siviglia            | Valencia            | Cadice                 | Lazio                 |  |  |
| LI       | 2005 | Barcellona          | Cadice              | Braga                  | Siviglia              |  |  |
| LII      | 2006 | Cadice              | Betis               | Villarreal             | Real Madrid           |  |  |
| LIII     | 2007 | Betis               | Real Saragozza      | Real Madrid            | Cadice                |  |  |
| LIV      | 2008 | Siviglia            | Cadice              | Athletic Bilbao        | Villarreal            |  |  |
| LV       | 2009 | Siviglia            | Deportivo La Coruña | Cadice                 | Valencia              |  |  |
| LVI      | 2010 | Espanyol            | Atlético Madrid     | Siviglia               | Cadice                |  |  |
| LVII     | 2011 | Cadice              | Malaga              | Udinese                | Sporting Lisbona      |  |  |
| LVIII    | 2012 | Nacional            | Rayo Vallecano      | Osasuna                | Cadice                |  |  |
| LIX      | 2013 | Siviglia            | Moghreb Tétouan     | Cadice                 | -                     |  |  |
| LX       | 2014 | Atlético Madrid     | Sampdoria           | Siviglia               | Cadice                |  |  |
| LXI      | 2015 | Atlético Madrid     | Betis               | Granada                | Cadice                |  |  |
| LXII     | 2016 | Malaga              | Cadice              | Atlético Madrid        | All Stars Nigeria     |  |  |
| LXIII    | 2017 | Las Palmas          | Malaga              | Villarreal             | Cadice                |  |  |
| LXIV     | 2018 | Betis               | Las Palmas          | Cadice                 |                       |  |  |
| LXV      | 2019 | Athletic Bilbao     | Tottenham           | Tacón / Betis          |                       |  |  |
| LXVI     | 2020 | Cadice              | Atlético Madrid     | -                      |                       |  |  |
| LXVII    | 2021 | Athletic Bilbao     | Atlético Madrid     | -                      |                       |  |  |
| LXVIII   | 2022 | Atlético Madrid     | Cadice              | -                      |                       |  |  |
| LXIX     | 2023 | Cadice              | Lecce               | -                      |                       |  |  |
| LXX      | 2024 | Lazio               | Cadice              | -                      |                       |  |  |